# Soriso
Soriso är en ort och kommun i provinsen Novara i regionen Piemonte i Italien. Kommunen hade 761 invånare (2018).